# Roel Paulissen
Roel Paulissen (ur. 27 kwietnia 1976 w Hasselt) – belgijski kolarz górski, czterokrotny medalista mistrzostw świata w maratonie MTB, brązowy medalista mistrzostw świata i dwukrotny medalista mistrzostw Europy MTB.

## Kariera
Pierwszy sukces w karierze Roel Paulissen osiągnął w 1998 roku, kiedy zdobył brązowy medal w kategorii do lat 23 podczas mistrzostw świata MTB w Mont-Sainte-Anne. Dwa lata wcześniej wystartował na igrzyskach olimpijskich w Atlancie, zajmując 17. pozycję w cross-country. W 2000 roku zdobył brąz na mistrzostwach Europy, a na igrzyskach w Sydney był dziewiętnasty. Na mistrzostwach Europy w 2002 roku ponownie był trzeci, podobnie jak na mistrzostwach świata w Lugano w 2003 roku. W zawodach tych wyprzedzili go jedynie jego rodak Filip Meirhaeghe oraz Kanadyjczyk Ryder Hesjedal. W sezonie 2004 zajął drugie miejsce w klasyfikacji generalnej Pucharu Świata w kolarstwie górskim, ulegając tylko Christophowi Sauserowi ze Szwajcarii. W tym samym roku brał udział w igrzyskach w Atenach, gdzie był czwarty w cross-country, przegrywając walkę o brązowy medal z Bartem Brentjensem z Holandii. Na rozgrywanych dwa lata później mistrzostwach świata w maratonie MTB w Oisans Belg zajął trzecie miejsce za Ralphem Näfem ze Szwajcarii i Héctorem Páezem z Kolumbii. W tej samej dyscyplinie był drugi za Sauserem podczas mistrzostw w Verviers w 2007 roku, a na mistrzostwach w Villabassa (2008) i mistrzostwach w Stattegg Paulissen był najlepszy. W międzyczasie wystartował na igrzyskach olimpijskich w Pekinie, ale rywalizację ponownie ukończył na 19. pozycji.